# 8 Mile Road
8 Mile Road er en vej i den amerikanske delstat Michigan . Vejen danner grænsen mellem byen Detroit i Wayne County og Detroits nordlige forstæder i Oakland County og Macomb County. Lokalt bliver vejen ofte bare kaldt Eight Mile eller Eight.
Vejen har længe fungeret som en de facto kulturelt skillelinje mellem den i overvejende fattige afroamerikanske by Detroit og dens mere velstående, hovedsageligt hvide nordlige forstæder. 
Den er mest kendt fra filmen 8 Mile, med den Detroit-baserede rapper Eminem i hovedrollen.
| Veje og vejanlæg | Spire Denne artikel om veje eller vejanlæg er en spire som bør udbygges. Du er velkommen til at hjælpe Wikipedia ved at udvide den. |